# 姬村镇
姬村镇，是中华人民共和国河北省石家庄市元氏县下辖的一个乡镇级行政单位。

## 行政区划
姬村镇下辖以下地区：
后营村、城朗村、西正庄村、阎堡村、里余村、东正庄村、范家庄村、王家庄村、姬村、北吴会村、前营村、赤良村、前赵庄村和后赵庄村。